# Jega
Jega, pseudonyme de Dylan Nathan, est un compositeur de musique électronique britannique originaire de Manchester.

## Biographie
Dylan Nathan naît vers 1973 à Manchester en Angleterre. Étudiant l'architecture à l'Université Kingston de Londres, il y rencontre Michael Paradinas, futur µ-Ziq, et devient son colocataire. Il se met lui aussi à composer, et apparaît à partir de 1996, sous l'alias Jega, sur quelques EPs de Skam, un label affilié à Autechre. Il signe également occasionnellement sous son vrai nom, ou encore en tant que Intron.
À cette époque, Paradinas est déjà le patron de Planet Mu, un autre label qui émane alors de Virgin Records. Lorsque Planet Mu accède à l'indépendance en 1998, sa première publication est l'EP Type Xer0 de Jega. Un premier album Spectrum ne tarde pas à suivre, puis un second l'année suivante, Geometry. Les deux profitent d'une distribution aux États-Unis assurée par Matador. Leur successeur Variance est publié longtemps plus tard, le 20 juillet 2009, toujours chez Planet Mu. C'est un double album composé de Variance Volume 1 et 2.

## Discographie

### Albums
- juillet 1998 : Spectrum - Planet Mu
- novembre 2000 : Geometry - Planet Mu
- juillet 2009 : Variance - Planet Mu

### EPs
- courant 1996 : Phlax - Skam
- septembre 1997 : Card Hore - Skam
- juin 1998 :  Type Xer0 - Planet Mu